# Cratere Gaze
Gaze  è un cratere sulla superficie di Venere. È intitolato all'astronoma sovietica di etnia russa Vera Fëdorovna Gaze (in russo Вера Фёдоровна Газе?).